# Nong Mamong (huyện)
Nong Mamong (tiếng Thái: หนองมะโมง) là huyện cực tây bắc (‘‘amphoe’’) thuộc tỉnh Chainat, miền trung Thái Lan.

## Địa lý
Các huyện giáp ranh (từ phía đông theo chiều kim đồng hồ): Wat Sing và Hankha thuộc tỉnh Chainat, Ban Rai, Huai Khot, Nong Chang và Nong Khayang thuộc tỉnh Uthai Thani.

## Lịch sử
Tiểu huyện (King Amphoe) được thành lập ngày 15 tháng 7 năm 1996 với 4 tambon được tách ra từ huyện Wat Sing.
Theo quyết định của chính phủ Thái Lan ngày 15 tháng 5 năm 2007, tất cả 81 tiểu huyện đều được nâng thành huyện. Với việc đăng Công báo hoàng gia ngày 24 tháng 8, quyết định nâng cấp này thành chính thức.

## Hành chính
Huyện này được chia thành 4 phó huyện (tambon), các đơn vị này lại được chia thành 42 làng (muban). Không có khu vực đô thị (thesaban, có 4 tổ chức hành chính tambon (TAO).
| Số TT | Tên          | Tên tiếng Thái | Số làng | Dân số |  |
| ----- | ------------ | -------------- | ------- | ------ |  |
| 1.    | Nong Mamong  | หนองมะโมง      | 12      | 4.963  |  |
| 2.    | Wang Takhian | วังตะเคียน       | 14      | 6.775  |  |
| 3.    | Saphan Hin   | สะพานหิน        | 10      | 5.299  |  |
| 4.    | Kut Chok     | กุดจอก          | 6       | 2.494  |  |